# Dmasech
Dmasech, auch Ngemelis (Ngemelis Island) genannt, ist die Hauptinsel der Ngemelis-Inseln, einer Inselgruppe des westpazifischen Inselstaats Palau im Archipel der Palauinseln. Sie liegt 35 Kilometer südöstlich von Koror, direkt auf dem südöstlichen Außenriff von Palau.
Dmasech ist die größte der Ngemelis-Inseln, dicht bewaldet und unbewohnt. Sie ist zugleich die südwestlichste Insel der Chelbacheb-Inseln, auch als Rock Islands von Palau bekannt.
Die Insel ist häufig Ziel von Sporttauchern, da in allernächster Nähe die bekanntesten palauischen Tauchgebiete (etwa die Blue Holes) liegen.